# Kościół Zmartwychwstania Pańskiego w Brzegu
Kościół Zmartwychwstania Pańskiego – rzymskokatolicki kościół garnizonowy w Brzegu, należący do parafii św. Mikołaja w Brzegu w dekanacie Wojsk Lądowych Ordynariatu Polowego Wojska Polskiego. 
8 czerwca 1987 roku w rejestrze zabytków nieruchomych województwa opolskiego pod numerem 2166/87 wpisano kaplica cmentarna, ob. kościół garnizonowy pw. Zmartwychwstania, ul. Ofiar Katynia 67.

## Historia kościoła
Jest to dawna kaplica cmentarna, której obecny kształt pochodzi z 1724 roku. Pierwotnie nosiła wezwanie Świętego Krzyża. Od 21 marca 1993 roku funkcjonuje jako rzymskokatolicki kościół garnizonowy. Bryła świątyni jest ascetyczna, jednonawowa. Reprezentuje styl barokowy.